# Baum (Steuerelement)

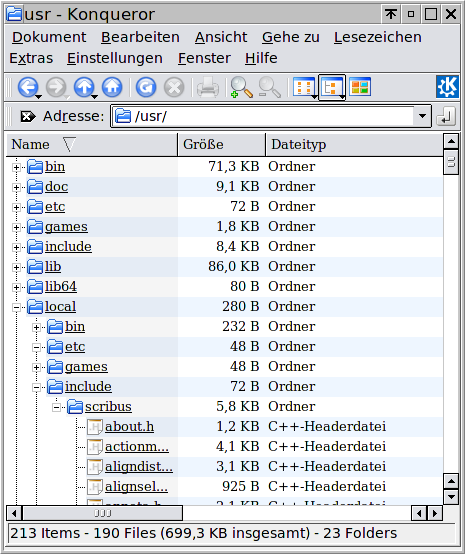
Baum, der ein Verzeichnis mit Unterverzeichnissen darstellt (im Dateimanager Konqueror)

Ein Baum, verdeutlichend auch Baumansicht (engl.: Tree view oder treeview) oder eine hierarchische Liste, ist ein Steuerelement einer grafischen Benutzeroberfläche, das eine hierarchisch gegliederte Liste darstellt und Auswahl daraus ermöglicht. Der Baum besteht dabei aus mehreren ineinander geschachtelten Knoten, welche wahlweise mit einem Mausklick auf das davor eingeblendete Symbol (meist ein Pluszeichen bzw. Minuszeichen oder ein Dreieck) aufgeklappt oder zugeklappt werden können.

## Darstellung
Dargestellt wird der Baum in der Regel mit der Wurzel in der oberen linken Ecke. Die Verbindungslinien zwischen den Knoten können dabei gezeichnet oder ausgelassen werden. Werden diese nicht dargestellt, ist die hierarchische Struktur nur durch die eingerückte Darstellung der Knoten erkennbar. Ein weiteres Unterscheidungsmerkmal ist die Darstellung der Blätter, welche im Baum integriert werden oder aber auf einer Detailseite z. B. in Form einer Liste dargestellt werden können.
Eine Alternativform eines Baums ist die Kombination mit einer Textbox. Je nach Inhalt dieser Textbox werden im Baum nur die Knoten und Blätter angezeigt, welche das eingegebene Suchwort in irgendeiner Form enthalten. Solche Bäume werden unter anderem in der integrierten Entwicklungsumgebung Eclipse eingesetzt.

## Verwendung
Bäume werden oft eingesetzt, um hierarchisch verschachtelte Strukturen darzustellen. Die hierarchische Verzeichnisstruktur eines Computers etwa wird oft als Baum dargestellt. Bekannte Anwendungsbeispiele sind die Ordnerstruktur im Windows-Explorer oder der Dateimanager Xtree unter DOS.
Auch die Liste der Einstellungen einer Software wird oft als Baum dargestellt, um sie übersichtlicher zu machen.
Die meisten integrierten Entwicklungsumgebungen können die Struktur eines Softwareprojektes – vom ganzen Projekt bis hinunter zu Abschnitten in einzelnen Dateien – als Baum darstellen. Für objektorientierte Programmiersprachen bieten Entwicklungsumgebungen oft einen Klassenbrowser an, der die eigenen und vererbten Bestandteile einer Klasse (Konstanten, Attribute und Methoden) in Form eines Baumes abbildet.
ISO 9241-161 schreibt vor, dass ein Baum so gestaltet sein muss, dass die hierarchische Position eines Knoten und der Daten angegeben wird. Ferner empfiehlt die Norm eine Ordnung der Daten auf „geeignete Weise“.

## Programmierung

### C#
Das folgende Beispiel in der Programmiersprache C# zeigt die Implementierung eines Hauptfensters mit einem TreeView und einem Button für verschiedene Länder und Kontinente. Das Klick-Ereignis des Buttons ist mit einer Ereignisbehandlungsroutine verknüpft, die ein Fenster öffnet (siehe Ereignis).
```
using
 
System.Windows.Forms
;

public
 
class
 
MainForm
 
:
 
System
.
Windows
.
Forms
.
Form

{
		

	
private
 
System
.
Windows
.
Forms
.
TreeView
 
worldTreeView
;

	

	
private
 
System
.
Windows
.
Forms
.
Button
 
detailsButton
;

	

	
// Konstruktor des MainForms.

	
public
 
MainForm
()

	
{

		
InitializeWorldTreeViewAndButton
();

	
}

	

	
// Startet die Anwendung und erzeugt das MainForm durch Aufruf des Konstruktors.

    
public
 
static
 
void
 
Main
()

    
{

        
Application
.
Run
(
new
 
MainForm
());

    
}

	

	
// Initialisiert das TreeView und den Button.

	
private
 
void
 
InitializeWorldTreeViewAndButton
()

	
{

		
// Erzeugt ein TreeView für verschiedene Länder und Kontinente und einen Button auf dem Hauptfenster.

		

		
worldTreeView
 
=
 
new
 
TreeView
();

		
detailsButton
 
=
 
new
 
Button
();

		

		
SuspendLayout
();

		
worldTreeView
.
SuspendLayout
();

		

		
worldTreeView
.
Location
 
=
 
new
 
System
.
Drawing
.
Point
(
50
,
 
50
);

		
worldTreeView
.
Nodes
.
Add
(
"World"
,
 
"Welt"
);
 
// Fügt den obersten Knoten hinzu

		
TreeNodeCollection
 
worldTreeNodeCollection
 
=
 
worldTreeView
.
Nodes
[
0
].
Nodes
;
 
// Die Sammlung der Nachfolgerknoten des obersten Knotens

		
// Fügt dieser Sammlung 3 Knoten hinzu

		
worldTreeNodeCollection
.
Add
(
"Europe"
,
 
"Europa"
);

		
worldTreeNodeCollection
.
Add
(
"America"
,
 
"Amerika"
);

		
worldTreeNodeCollection
.
Add
(
"Asia"
,
 
"Asien"
);

		
TreeNodeCollection
 
europeTreeNodeCollection
 
=
 
worldTreeNodeCollection
[
0
].
Nodes
;
 
// Die Sammlung der Nachfolgerknoten des Europa Knotens

		
// Fügt dieser Sammlung 3 Knoten hinzu

		
europeTreeNodeCollection
.
Add
(
"Germany"
,
 
"Deutschland"
);

		
europeTreeNodeCollection
.
Add
(
"France"
,
 
"Frankreich"
);

		
europeTreeNodeCollection
.
Add
(
"Britain"
,
 
"Britannien"
);

		
TreeNodeCollection
 
americaTreeNodeCollection
 
=
 
worldTreeNodeCollection
[
1
].
Nodes
;
 
// Die Sammlung der Nachfolgerknoten des Amerika Knotens

		
// Fügt dieser Sammlung 1 Knoten hinzu

		
americaTreeNodeCollection
.
Add
(
"United States"
,
 
"Vereinigte Staaten"
);

		
Controls
.
Add
(
worldTreeView
);

		

		
detailsButton
.
Location
 
=
 
new
 
System
.
Drawing
.
Point
(
50
,
 
150
);

		
detailsButton
.
Text
 
=
 
"Details"
;

		
Controls
.
Add
(
detailsButton
);

		

		
worldTreeView
.
ResumeLayout
(
false
);

		
worldTreeView
.
PerformLayout
();

		

		
Text
 
=
 
"Dialogs example"
;
 
// Setzt die Beschriftung des Hauptfensters.

		

		
ResumeLayout
(
false
);

		
PerformLayout
();

		

		
detailsButton
.
Click
 
+=
 
new
 
System
.
EventHandler
(
NewButton_Clicked
);

	
}

	

	
// Diese Methode wird aufgerufen, wenn der Benutzer auf den Button "Details" klickt.

	
private
 
void
 
NewButton_Clicked
(
object
 
sender
,
 
System
.
EventArgs
 
e
)

	
{

		
Form
 
newForm
 
=
 
new
 
Form
();
 
// Erzeugt ein neues Fenster durch Aufruf des Standardkonstruktors.

		
newForm
.
Text
 
=
 
worldTreeView
.
SelectedNode
.
Text
;
 
// Setzt die Beschriftung des Fensters gleich der Beschriftung des ausgewählten Knotens des TreeView.

		
newForm
.
ShowDialog
();
 
// Zeigt das Fenster als modaler Dialog an.

	
}

}

```